# Ставка Анатолій Григорович
Анатолій Григорович Ставка (нар. 28 березня 1959, Смяч, Щорський район, Чернігівська область, УРСР) — радянський та український футболіст, воротар, тренер МФК «Миколаїв».

## Кар'єра гравця
Вихованець луганського спортінтернату, перший тренер — Вадим Добіжа. Футбольну кар'єру розпочав 1977 року в клубі «Орбіта» (Кизилорда). який згодом змінив назву на «Меліоратор». У 1980 році повернувся до Луганська, де захищав кольори місцевої першолігової «Зорі». Влітку 1983 року на запрошення Євгена Кучеревського перейшов до «Суднобудівника» (Миколаїв). У миколаївському клубі виступав 11 сезонів, виконував обов'язки капітана команди. За «Суднобудівник»/«Евіс» у чемпіонатах СРСР та України провів 337 матчів, пропустив 330 м'ячів (284 (-274) +53 (-56). Після здобуття незалежності України в 1992 році «корабели» змінили свою назву на «Евіс». Підчас зимової перерви сезону 1993/94 років перейшов до кременчуцького «Нафтохіміка», в яком 1995 року завершив футбольну кар'єру. Всього за команди майстрів провів понад 500 поєдинків.

## Кар'єра тренера
По завершенні кар'єри гравця розпочав тренерську діяльність. З січня 1996 року допомагав тренувати клуб, в якому провів найтриваліший період часу кар'єри гравця — СК «Миколаїв». З липня до грудня 2004 року очолював южноукраїнську  «Олімпію ФК АЕС». З 2005 до червня 2008 року допомагав тренувати київську «Оболонь». З липня 2008 року тренував МФК «Миколаїв», а 3 березня 2015 року очолив «корабелів». Місяць пропрацював головним тренером, після чого увійшов до тренерського штабу клубу.

## Сім'я
Дружина Галина. Син Ігор — футбольний арбітр. Дочка Яна одружена з футболістом В'ячеславом Жениленком.

## Статистика виступів за «Миколаїв»
| Клуб                 | Сезон                | Чемпіонат | Чемпіонат | Кубок | Кубок | Загалом | Загалом |
| Клуб                 | Сезон                | Матчі     | Голи      | Матчі | Голи  | Матчі   | Голи    |
| -------------------- | -------------------- | --------- | --------- | ----- | ----- | ------- | ------- |
| Суднобудівник        | 1984                 | 32        | −15       | —     | —     | 32      | −15     |
| Суднобудівник        | 1985                 | 40        | −36       | 1     | −2    | 41      | −38     |
| Суднобудівник        | 1986                 | 37        | −35       | 1     | −2    | 38      | −37     |
| Суднобудівник        | 1987                 | 48        | −59       | 1     | −3    | 49      | −62     |
| Суднобудівник        | 1988                 | 22        | −14       | —     | —     | 22      | −14     |
| Суднобудівник        | 1989                 | 30        | −32       | —     | —     | 30      | −32     |
| Суднобудівник        | 1990                 | 35        | −28       | —     | —     | 35      | −28     |
| Суднобудівник        | 1991                 | 40        | −55       | —     | —     | 40      | −55     |
| Суднобудівник        | Итого                | 284       | −274      | 3     | −7    | 287     | −281    |
| «Евіс»               | 1992                 | 16        | −27       | 0     | 0     | 16      | −27     |
| «Евіс»               | 1992/93              | 22        | −18       | 4     | −4    | 26      | −22     |
| «Евіс»               | 1993/94              | 15        | −14       | 1     | −2    | 16      | −16     |
| «Евіс»               | Итого                | 53        | −59       | 5     | −6    | 58      | −65     |
| Усього за «Миколаїв» | Усього за «Миколаїв» | 337       | −333      | 8     | −13   | 345     | −346    |

## Досягнення

### Командні
- Чемпіонат УРСР
  -  Срібний призер (1): 1980
  -  Бронзовий призер (2): 1984, 1985

### Індивідуальні
- Майстер спорту СРСР